# Лубис, Бронисловас
Брони́словас Луби́с (лит. Bronislovas Lubys; 8 октября 1938, Плунге — 23 октября 2011, Друскининкай) — литовский предприниматель, политик, химик, инженер, один из самых богатых людей в Литве, премьер-министр Литвы (1992—1993).

## Биография
В 1963 году окончил Каунасский политехнический институт (КПИ).
В 1979 году защитил диссертацию на степень кандидата химических наук.
В 1963 году по окончании КПИ начал работать на Ионавском заводе азотных удобрений — мастер, начальник смены цеха, начальник производственного отдела, главный инженер.
С 1986 года — генеральный директор государственного предприятия «Азотас».
В 1990 году избран депутатом Верховного Совета Литовской ССР. 11 марта 1990 года проголосовал за приниятие Акта о восстановлении независимости Литвы.
В 1991—1992 годах был вице-премьером, в 1992—1993 годах — премьер-министром Литвы.
В 1994 году стал президентом химического концерна Achema group и президентом стивидорной компании «КЛАСКО». Являлся президентом Конфедерации промышленников Литвы.
В 2000 году стал почётным доктором Клайпедского университета.
Умер 23 октября 2011 года от сердечного приступа во время велосипедной прогулки в Друскининкае.

## Дpyгoe
- Казбалт, почётный член, президент.